# Ningwei (köpinghuvudort i Kina, Zhejiang Sheng, lat 30,22, long 120,28)
Ningwei är en köpinghuvudort i Kina. Den ligger i provinsen Zhejiang, i den östra delen av landet, omkring 11 kilometer öster om provinshuvudstaden Hangzhou. Antalet invånare är 58 650. Befolkningen består av 29 364 kvinnor och 29 286 män. Barn under 15 år utgör 14,0 %, vuxna 15-64 år 75 %, och äldre över 65 år 9,0 %.
Runt Ningwei är det tätbefolkat, med 613 invånare per kvadratkilometer. Närmaste större samhälle är Hangzhou, 14,1 km nordväst om Ningwei. Runt Ningwei är det i huvudsak tätbebyggt.
Genomsnittlig årsnederbörd är 1 869 millimeter. Den regnigaste månaden är juni, med i genomsnitt 328 mm nederbörd, och den torraste är november, med 74 mm nederbörd.